# Connexions (roman)
Connexions (titre original : Nexus) est un roman court de science-fiction de Michael F. Flynn paru en 2017 puis traduit en français et publié aux éditions Le Bélial' en 2023.

## Résumé
Chicago, début du XXIe siècle. Siddhar Nagkmur est un patrouilleur temporel venu du futur qui découvre avec horreur au retour d'une de ses missions que sa propre ligne temporelle a disparu. Après une phase d’effarement, il est bien décidé à trouver le moment dans le passé à partir duquel l'histoire a divergé et à mettre en place des mesures visant à annuler cette divergence. Alors qu'il noie son chagrin dans un bar, un reportage diffusé à la télévision lui montre le visage d'une femme qu'il reconnaît. Cette femme vient de sauver un bébé pris dans l'incendie d'un appartement à Manhattan. Il parvient à se souvenir de l'avoir croisée à Byzance à peu près mille cinq cent ans auparavant. Il en déduit qu'elle est sûrement une voyageuse du temps et qu'il y a de grandes chances qu'elle soit liée à cette divergence. Déductions complètement erronées car Stacey Papandreou n'est pas une voyageuse temporelle mais simplement une immortelle et elle n'a pas joué de rôle déterminant dans le divergence. Siddhar effectue un voyage temporel pour se retrouver devant l'immeuble incendié peu avant la sortie de la femme avec un bébé dans les bras. Mais juste avant que son vaisseau ne se déplace sur la ligne du temps, il a le temps d'entrapercevoir une créature à cinq pattes qui se rue vers lui, lui procurant une peur terrible.
Cette créature est un éclaireur d'une race extraterrestre à la recherche d'une planète pouvant accueillir les siens. La Terre semble convenir mais sa navette est endommagée et il doit le réparer afin de pouvoir prévenir ses compatriotes. Il détecte la mise en route du vaisseau temporel de Siddhar et se téléporte à proximité, juste avant le départ de ce dernier. En plus de lui avoir fichu une peur bleue, sa présence est détectée par des humains grâce à des caméras de surveillance ayant capturé son image.
À Philadelphie, Bruno Zendahl, lieutenant-colonel du NORAD, et accessoirement descendant d'une race extraterrestre s'étant installée sur la Terre il y a plus d'un millier de générations, découvre les images de la créature avec effarement. Ces images lui sont montrées par cinq membres de la ligue apkallu qui, comme tous ses membres, sont également descendants d'une race extraterrestre. Ces cinq personnes lui affirment qu'il s'agit d'un marchetête, un représentant de la race qui a chassé leurs ancêtres de leur monde et qui a provoqué leur installation sur la Terre. Il demande l'aide d'Annie Troy, une civile travaillant pour le USCYBERCOM et avec qui il a déjà travaillé, et qui se trouve être une androïde, ce qui est ignoré de tous.
Bruno Zendahl et Annie Troy se retrouvent peu après au Pentagone, en Virginie. De par ses facultés d'analyse exceptionnelles, Annie Troy comprend le besoin du marchetête et prédit sa prochaine tentative de récupération de matériel pouvant l'aider à réparer son vaisseau : Passaic, dans le New Jersey, à 20 km au nord-ouest de New York.
Siddhar Nagkmur, Stacey Papandreou, Bruno Zendahl et Annie Troy se rendent à Passaic, où se rend également Janet Murchison, une télépathe. Elle a croisé Bruno Zendahl peu de temps auparavant au cours d'un cocktail à Manhattan et a découvert dans ses pensées son intention de se rendre dans un entrepôt situé à Passaic qui se trouve appartenir à une des entreprises qui l'emploient. À l'arrivée du marchetête, les cinq habitants de la Terre mettent tout en œuvre pour tuer la créature. Une fois parvenus à leur fin, ils sont rejoints par un nouveau patrouilleur temporel, qui arrête Siddhar afin de l'empêcher de modifier le cours de l'histoire.